# Abborrtjärnen (Ljusnarsbergs socken, Västmanland, 664927-145863)
Abborrtjärnen är en sjö i Ljusnarsbergs kommun i Västmanland och ingår i Norrströms huvudavrinningsområde. Sjöns area är 0,021 kvadratkilometer och den är belägen 301 meter över havet.